# Irlanda nos Jogos Olímpicos de Verão de 1948
A Irlanda competiu nos Jogos Olímpicos de Verão de 1948, realizados em Londres, Inglaterra.